# Однопетльова діаграма Фейнмана
Однопетльова́ діагра́ма Фе́йнмана — зв'язна діаграма Фейнмана з єдиним циклом. Таку діаграму можна отримати з діаграми типу зв'язного дерева, якщо взяти дві зовнішні лінії одного типу та з'єднати їх у ребро.
Діаграми з петлями (в теорії графів такі петлі називають циклами, а терміном «петля» називають ребро, що з'єднує вершину з самою собою) відповідають квантовим поправкам до класичної теорії поля. Оскільки однопетльові діаграми містять лише один цикл, вони виражають першу поправку, називану квазікласичним внеском.
Однопетлеві діаграми зазвичай розраховуються як інтеграл за одним незалежним імпульсом, який «циркулює в петлі». Ефект Казимира, випромінювання Гокінга і лембів зсув — приклади явищ, описуваних за допомогою однопетлевих діаграм Фейнмана, особливо відомої «трикутної діаграми»:
Підрахунок однопетлевих діаграм Фейнмана зазвичай приводить до розбіжних виразів, які обумовлені:
- частинками з нульовою масою в петлі діаграми (інфрачервона розбіжність) або
- недостатнім спадом підінтегральної функції для великих імпульсів (ультрафіолетова розбіжність).

Інфрачервоні розбіжності зазвичай усувають присвоєнням частинкам із нульовою масою невеликої маси {\displaystyle \lambda }, обчисленням відповідного виразу та взяттям границі {\displaystyle \lambda \to 0}. Ультрафіолетові розбіжності усувають перенормуванням.

## Ефективна дія
Однопетлеві поправки приводять до такої ефективної дії:
{\displaystyle \Gamma [\phi ]=S[\phi ]+{\frac {1}{2}}\mathop {\mathrm {Tr} } {\left[\log {S^{(2)}[\phi ]}\right]+\dots }}